# 오가노정
오가노정(일본어: 小鹿野町 오가노마치[*])은 일본 사이타마현 북서부에 있는 지치부군의 정이다.
사이타마현의 서북부에 위치하고, 지치부 분지의 거의 중앙에 시가지를 형성하고 있다. 정역의 서쪽은 일본의 100대 명산인 료카미산을 중심으로 한 지치부-다마-가이 국립공원과 일본의 폭포 100선으로 선정된 환신의 폭포가 있는 현 자연환경 보전지역, 현립 료진 자연공원, 명봉 후타고산을 포함하는 현립 니시치치부 자연공원 등 자연이 풍부한 지역이다.

## 역사
- 1889년 4월 1일 - 정촌제 시행으로 지치부군 오가노정, 나가와카촌, 미타가와촌, 구라오촌, 료카미촌이 성립하였다.
- 1955년 4월 1일 - 오가노정과 나가와카촌이 합병해 오가노정이 되었다.
- 1956년 3월 31일 - 오가노정, 미타가와촌, 구라오촌이 합병해 오가노정이 되었다.
- 2005년 10월 1일 - 오가노정, 료카미촌이 합병해 새 오가노정이 되었다(현재의 정역이 완성).

## 인구
| 연도 | 인구   | ±%     |
| ---- | ------ | ------ |
| 1920 | 18,256 | —      |
| 1930 | 18,625 | +2.0%  |
| 1940 | 17,777 | −4.6%  |
| 1950 | 20,282 | +14.1% |
| 1960 | 18,723 | −7.7%  |
| 1970 | 16,477 | −12.0% |
| 1980 | 16,190 | −1.7%  |
| 1990 | 15,919 | −1.7%  |
| 2000 | 15,061 | −5.4%  |
| 2010 | 13,432 | −10.8% |

## 교통

### 도로
- 국도 299호선